# Hawaiikarekiet
De hawaiikarekiet (Acrocephalus familiaris) is een zangvogel uit de familie Acrocephalidae (rietzangers). Het is een endemische en ernstig bedreigde vogelsoort uit Hawaï.

## Kenmerken
De vogel is 13 cm lang en weegt gemiddeld 18,3 gram. Deze karekiet lijkt op de kleine karekiet, het is een onopvallend gekleurde vogel, van boven olijfkleurig bruin, donker vaalbruin op de stuit en van onder witachtig, op de borst rookkleurig grijs en op de flanken meer bruingrijs. De snavel is relatief klein met op de ondersnavel een donkere vlek. Verder een nogal onduidelijke lichte wenkbrauwstreep en olijfbruin gekleurde bandering op de staart- en vleugelpennen.

## Verspreiding en leefgebied
Deze soort is endemisch op de Hawaïaanse eilanden en telde twee ondersoorten:
- A. f. familiaris: Laysan (uitgestorven).
- A. f. kingi: Nihoa.

Het leefgebied bestaat uit dicht struikgewas waarin de vogel zich ophoudt dicht bij de grond waar de vogel vooral foerageert op kleine soorten vlinders (motten).

## Status
De hawaiikarekiet heeft een zeer klein verspreidingsgebied en komt alleen nog voor op het eiland Nihoa. Van dit eiland is 68% van het oppervlak (0,43 km²) begroeid en binnen dit areaal komt deze karekiet plaatselijk in geschikt struikgewas voor. Exemplaren van de ondersoort A. f. kingi zijn in 2011 verplaatst naar Laysan in het kader van ecologisch herstel op dit eiland. De nominaat die op Laysan voorkwam (A. f. familiaris), stierf uit omstreeks 1920 doordat ingevoerde konijnen het leefgebied vernielden. De vogel wordt nauwkeurig bestudeerd, desondanks is het lastig de totale populatie te schatten. Men vermoedt dat er nu 350 tot 1500 individuen zijn en dat de trend in aanvalsverloop stabiel is. Door het kleine areaal blijft de kans op uitsterven groot en daarom staat de  hawaiikarekiet als ernstig bedreigd op de Rode Lijst van de IUCN.